# Сассарі (провінція)
Провінція Сассарі (італ. Provincia di Sassari) — провінція в Італії, у регіоні Сардинія. 
Площа провінції — 4 281 км², населення — 336 447 осіб.
Столицею провінції є місто Сассарі.

## Основні муніципалітети
Найбільші за кількістю мешканців муніципалітети (ISTAT):
| Муніципалітет | Населення (ос.) | Площа (км²) |
| ------------- | --------------- | ----------- |
| Сассарі       | 130 202         | 546,08      |
| Алгеро        | 40 896          | 224,43      |
| Порто-Торрес  | 22 289          | 102,62      |
| Сорсо         | 14 678          | 67,05       |
| Оцієрі        | 11 041          | 252,47      |